# It's Classy, Not Classic
It's Classy, Not Classic è il primo album in studio del gruppo musicale rock elettronico statunitense Breathe Carolina, pubblicato nel 2008.

## Tracce
1. The Introduction – 2:29
2. No Vacancy – 3:24
3. Show Me Yours – 3:50
4. The Birds and the Bees – 4:03
5. Classified – 3:14
6. Gossip – 3:32
7. That's Classy – 3:37
8. Diamonds – 3:55
9. You Wish (Interlude) – 1:33
10. Lovely – 3:54
11. Put Some Clothes On – 3:50

## Formazione
- Kyle Even - voce "scream", sintetizzatore, tastiere, programmazioni, chitarre, basso
- David Schmitt - voce "melodica", sintetizzatore, tastiere, programmazioni, effetti, chitarre, percussioni, batteria